# Rolf Werning
Rolf Werning (* 11. Juli 1959 in Bielefeld) ist ein deutscher Erziehungswissenschaftler und seit 1997 Professor für Sonderpädagogik an der Leibniz Universität Hannover. Seine Forschungsschwerpunkte sind inklusive schulische Bildung und pädagogische Förderung von Kindern und Jugendlichen mit besonderem Förderbedarf im Lern-, Leistungs- und Verhaltensbereich.

## Leben und beruflicher Werdegang
Werning wuchs in Helpup, Ostwestfalen-Lippe auf. Nach dem Abitur leistete er den Zivildienst in Bethel (Patmos-Schule) ab und begann im Anschluss ein Studium der Sonderpädagogik und Rehabilitation sowie der Erziehungswissenschaften an der Universität Dortmund. Er beendete das Studium mit einem Diplom in Erziehungswissenschaften und dem 1. Staatsexamen für das Lehramt für Sonderpädagogik. Im Anschluss war er als wissenschaftlicher Mitarbeiter am Zentrum für Bildung und Gesundheit in Dortmund tätig und hatte ein Promotionsstipendium des Landes Nordrhein-Westfalen. 1989 wurde er im Fachbereich Erziehungswissenschaften an der Universität Dortmund erfolgreich zum Dr. phil. promoviert. Nach dem Referendariat an einer Förderschule in Dortmund arbeitete Werning zuerst als Lehrer an einer Schule für Lernbehinderte in Hagen (Westfalen). 1994 nahm er eine Stelle als wissenschaftlicher Mitarbeiter an der Universität Bielefeld, Wissenschaftliche Einrichtung Laborschule, an. Er absolvierte zudem eine mehrjährige Weiterbildung in systemischer Psychotherapie und Beratung (Internationale Gesellschaft für Systemische Therapie, Heidelberg). 1997 nahm er einen Ruf auf die Professur "Pädagogik bei Lernbeeinträchtigungen" an der Leibniz Universität Hannover an. 2017 übernahm er dort die Professur für "Inklusive Schulentwicklung". Er erhielt weitere Rufe auf eine Professur für Lernbehindertenpädagogik an der Martin-Luther-Universität Halle-Wittenberg und auf eine Professur für Integrative Pädagogik und Didaktik an der Universität zu Köln.
Seit 2006 war er Mitglied der Expertenkommissionen zur Reform der Lehrerbildung in Nordrhein-Westfalen (2006), Berlin (2012 und 2024) und Baden-Württemberg (2012). Von April 2009 bis April 2011 war er Dekan der Philosophischen Fakultät der Leibniz Universität Hannover. 2012 wurde er als Beratendes Mitglied in die Autorengruppen Bildungsberichterstattung, "Bildung in Deutschland 2014" berufen. Er hatte Gastprofessuren an der Stanford University in Kalifornien, USA (2022) und an der Ritsumeikan-Universität in Kyoto, Japan (2024).
Rolf Werning ist verheiratet und Vater von zwei Kindern.

## Veröffentlichungen (Auswahl)
(Quelle:)
- A. K. Arndt, J. Becker, R. Lau, A. Lübeck, M. Heinrich, J. M. Löser, M. Urban, R. Werning: Reflexion im Kontext von Leistung und Inklusion – Ein Ansatz zur Professionalisierung in einem spannungsreichen Feld. In: D. Lutz, J. Becker, F. Buchhaupt, D. Katzenbach, A. Strecker, M. Urban (Hrsg.): Qualifizierung für Inklusion Sekundarstufe. Münster / New York 2022, S. 233–248.
- R. Werning, M. Hummel: Preparation of German Special Educators for the 21st Century. In: U. Sharma, S. Salend (Hrsg.): Oxford Encyclopedia of Inclusive and Special Education. Oxford University Press, New York 2020.
- B. Lütje-Klose, T. Riecke-Baulecke, R. Werning (Hrsg.): Basiswissen Lehrerbildung. Inklusion in Schule und Unterricht. Grundlagen der Sonderpädagogik. Klett, Kallmeyer, Seelze 2018.
- R. Werning, A. J. Artiles, P. Engelbrecht, M. Hummel, M. Caballeros, A. Rothe (Hrsg.): Keeping the promise? Contextualizing inclusive education in developing countries. Klinkhardt, Bad Heilbrunn 2016.
- R. Werning, B. Lütje-Klose: Einführung in die Pädagogik bei Lernbeeinträchtigung. 3., überarbeitete Auflage. Reinhardt/UTB, München/Basel 2012.
- R. Werning (Hrsg.): Fördern. Ein Sammelband der Zeitschrift Lernchancen. Friedrich, Seelze 2004.
- H. Reiser, R. Werning: Changing Roles of Special Education Teachers in Germany. In: M. Ainscow, P. Mittler (Hrsg.): Including the Excluded. Proceedings of 5th International Special Education Congress. University of Manchester 2000.
- R. Werning, M. Bannach: Möglichkeiten des Entdeckenden Lernens im Sachunterricht der Primarstufe der Schule für Lernbehinderte. In: Zeitschrift für Heilpädagogik. Nr. 9, 1992, S. 606–619.
- R. Werning: Das sozial auffällige Kind. Lebensweltprobleme von Kindern und Jugendlichen als interdisziplinäre Herausforderung. Münster. Waxmann, New York 1989.